# 亞莉珊卓·奈戴兒
亞莉珊卓·莫妮卡·奈戴兒（德語：Alexandra Monika Neldel，1976年2月11日—）是柏林出身的德國女演員。

## 生涯
奈戴兒在展開演藝生涯前曾擔任潔牙師的工作，後經柏林一經紀公司的老闆提攜，參加德國著名肥皂劇《好時光、壞時光》的試角，原本缺乏演員經驗的奈戴兒通過甄試、在劇中演出卡雅·威斯坦（Katja Wettstein）一角。1999年離開此劇的演員陣容後，她又參與了德國多部電影、電視節目。2005年時因為飾演了Sat.1電視台影集《柏林之戀》中的麗莎· 葩蘭思寇（Lisa Plenske）而在演員生涯有了另一次突破表現，但在第一季結束後便不再演出。

## 演出作品

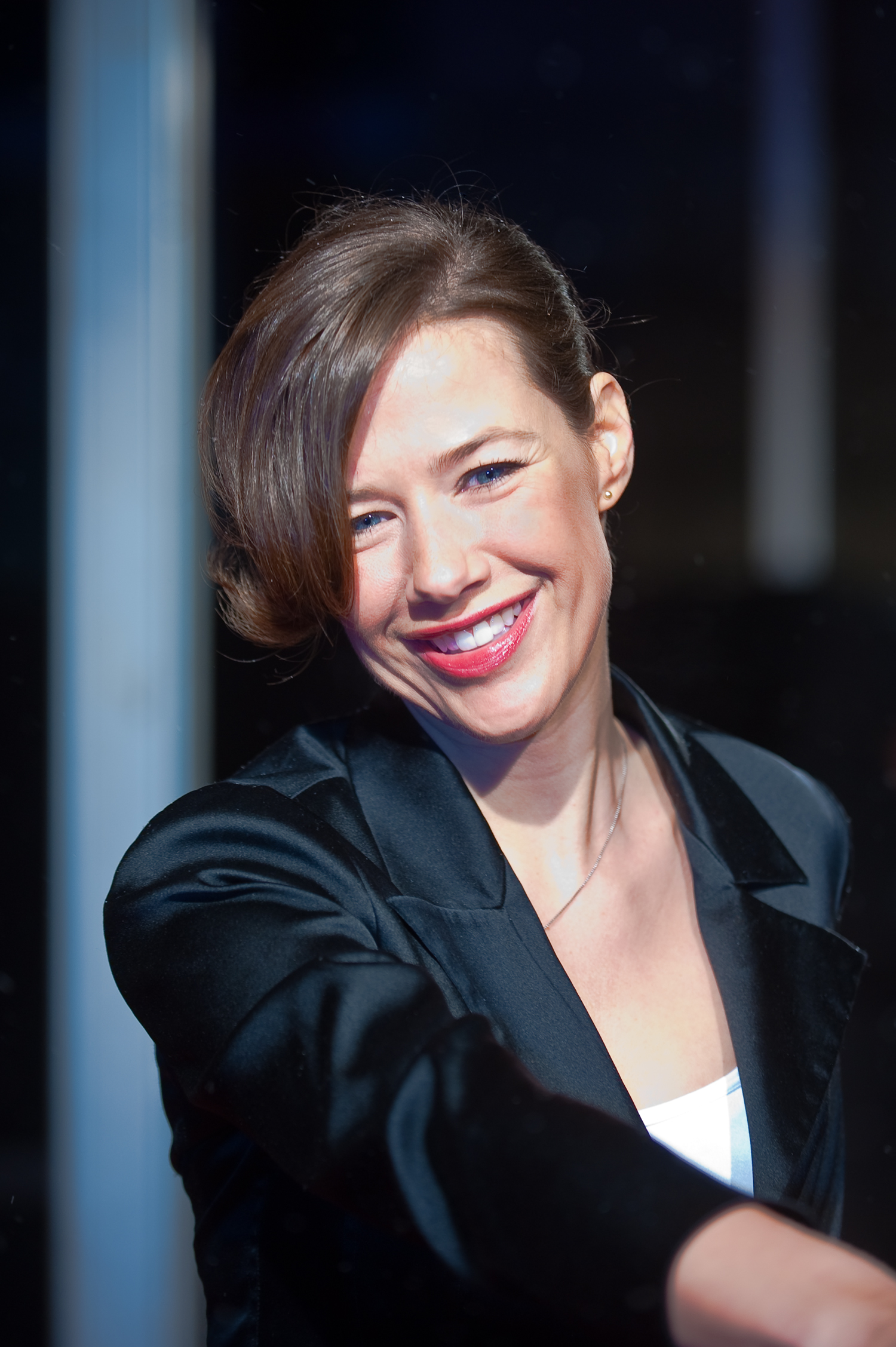
2010年的亞莉珊卓·奈戴兒

### 電影
- 1999年：《別逼我（英语：Bang Boom Bang）》
- 2000年：
- 2000年：
- 2001年：《Lammbock（英语：Lammbock）》
- 2003年：
- 2003年：
- 2004年：
- 2004年：
- 2005年：《赤足情缘（英语：Barfuss）》
- 2006年：《Goldene Zeiten（英语：Goldene Zeiten）》
- 2007年：
- 2008年：
- 2012年：《The Treasure Knights and the Secret of Melusina（英语：The Treasure Knights and the Secret of Melusina）》
- 2012年：

### 電視電影
- 1998年：
- 1998年：
- 1999年：
- 2000年：
- 2001年：
- 2001年：
- 2002年：
- 2004年：
- 2005年：
- 2005年：
- 2006年：《ProSieben童話時間（英语：Die ProSieben Märchenstunde）－青蛙王子》
- 2007年：
- 2009年：
- 2009年：
- 2010年：
- 2010年：《女爵恩仇錄（英语：The Whore (2010 film)）》
- 2010年：
- 2011年：
- 2011年：
- 2012年：《女爵恩仇錄2︰復仇之路（英语：The Revenge of the Whore）》
- 2012年：

### 影集、電視劇
- 1996年－1999年：《好時光、壞時光（德语：Gute Zeiten, schlechte Zeiten）》
- 2000年－2001年：《OP ruft Dr. Bruckner（英语：OP ruft Dr. Bruckner）》（35-40集）
- 2002年：《兩個案例》（Ein Fall für zwei，198集）
- 2003年：《5113探案組》（SOKO 5113，293集）
- 2004年－2005年：《柏林、柏林（英语：Berlin, Berlin）》（3－4季）
- 2005年－2007年：《柏林之戀（英语：Verliebt in Berlin）》
- 2008年：《Unschuldig（德语：Unschuldig）》

### 外語片配音
- 2000年：《冰凍星球》－艾琪瑪（Akima）
- 2001年：《怪醫杜立德2（英语：Dr. Dolittle 2）》
- 2006年：－貝絲（Beth）
- 2010年：《魔髮奇緣》－樂佩公主（Rapunzel）

## 獲獎
- 1997年：德國奧圖獎（英语：Bravo Otto）最佳電視女明星（銀獎）
- 1998年：德國奧圖獎（英语：Bravo Otto）最佳電視女明星（銀獎）
- 2005年：奧地利溫蒂妮獎（英语：Undine Award）最佳年輕電影女配角 （《赤足情緣》）
- 2005年：《美信》雜誌－年度女性
- 2005年：德國電視獎（英语：Deutscher Fernsehpreis）－演出的《柏林之戀》獲得每日最佳連續劇獎
- 2005年：德國奧圖獎（英语：Bravo Otto）最佳電視女明星（銀獎）
- 2006年：金玫瑰電視節（英语：Rose d'Or）－演出的《柏林之戀》獲得最佳肥皂劇獎
- 2006年：金玫瑰電視節－最佳肥皂劇女演員（《柏林之戀》）
- 2006年：柏林搖滾文化獎－電視類
- 2008年：巴伐利亞電視獎－影集類最佳女演員獎

## 外部連結
- 亞莉珊卓·奈戴兒在互联网电影资料库（IMDb）上的資料（英文）